# Craig Newmark
Craig Alexander Newmark (Morristown, Nova Jérsei, 6 de dezembro de 1952) é um empresário estadunidense. É conhecido por ser o fundador da Craigslist.
Foi induzido em 2012 no Internet Hall of Fame pela Internet Society.